# Dysmicoccus pinicolus
Dysmicoccus pinicolus är en insektsart som beskrevs av Mckenzie 1964. Dysmicoccus pinicolus ingår i släktet Dysmicoccus och familjen ullsköldlöss. Inga underarter finns listade i Catalogue of Life.